# Elytroleptus ignitus
Elytroleptus ignitus là một loài bọ cánh cứng trong họ Cerambycidae.